# سهام محمد
سهام محمد (1945 -) مغنية عراقية من جيل أواسط السبعينيات. 

## مسيرتها
كانت ضمن فرقة الإنشاد العراقية، حيث كانت تعمل مدرسة لتعليم الغناء. تناولت الموروث الغنائي الشعبي وغنت مع أبرز فناني جيل السبعينات مثل شقيقة ناظم ورضا الخياط وأديبة والثنائي الغنائي مي ووحيد. واشتهرت في أغنية «بين العصر والمغرب».

## أعمالها
- سنتين أنا صابر
- أمس واليوم
- من دون البنيات
- يلوموني
- زغاريد
- واه يا ناسين
- شلون عيون عندك يا به
- كون العزيز يصير